# Suites pour violoncelle seul de Bach
Pour les articles homonymes, voir Suite pour violoncelle.
Les suites pour violoncelle seul (BWV 1007 à 1012) sont un ensemble de six œuvres de Jean-Sébastien Bach. Ces suites sont aujourd'hui considérées comme des classiques incontournables du répertoire du violoncelle moderne.

## Historique

### Composition
De 1717 à 1723, Bach est maître de chapelle à la cour du prince Léopold d'Anhalt-Köthen. Le prince est musicien et attentionné. Cette période heureuse de la maturité de Bach est propice à l'écriture de ses plus grandes œuvres instrumentales pour luth, flûte, violon (Sonates et partitas pour violon seul), clavecin (Le Clavier bien tempéré, livre I), violoncelle (Suites pour violoncelle seul) et les six Concertos brandebourgeois.
Cette période tranche avec celle de Mühlhausen et Weimar, de 1707 à 1717 — 300 cantates (cinq années de cycle liturgique), œuvres pour orgue.

À l'instar du « Klavier », dont on ignore s'il s'agissait du clavecin, du clavicorde ou de l'orgue, l'instrument auquel Bach destinait les suites pour violoncelle est sujet à spéculations : s'il s'agit indubitablement d'une « basse de violon » accordée comme l'est le violoncelle moderne, il est possible qu'il s'agisse d'un instrument tel que le violoncello da spalla, porté à l'épaule. Dans une interview accordée à Diapason, Sigiswald Kuijken précise : 

« La plupart des musicologues s'accordent, et depuis longtemps, sur le fait que Bach a conçu sa sixième suite pour « violoncelle » à l'intention de la viola pomposa. Et qu'on ne conclut pas un recueil de sonates pour clarinette avec une sonate pour saxophone. Je suis maintenant persuadé que les six suites sont pour viola da spalla — ou pour pomposa si vous préférez. »

 La réussite des transcriptions pour alto des Suites — enregistrées par Lillian Fuchs, William Primrose et plus récemment par Antoine Tamestit — va dans ce sens. Il est aussi probable que la question de la nature exacte de l'instrument n'était pas d'une grande importance pour Bach.

### Éclipse et redécouverte
Il faut voir deux raisons à l'éclipse que subirent les six suites : la faible popularité du violoncelle avant la période romantique et celle, alors également limitée, de Bach.
Le violoncelle resta longtemps cantonné au rôle de faire-valoir ; il faut attendre la deuxième moitié du XVIIIe siècle pour que soit définitivement supplantée la basse de viole de gambe, et le XIXe siècle pour que soient acquises au violoncelle ses lettres de noblesse d'instrument soliste et concertant, notamment grâce à Ludwig van Beethoven, Johannes Brahms, Robert Schumann, Édouard Lalo, Jacques Offenbach, Camille Saint-Saëns, Antonín Dvořák, Felix Mendelssohn.
Bach connut un destin comparable : si les grands classiques que furent Mozart, Haydn ou Beethoven connaissaient, étudiaient, respectaient l'œuvre de Bach pour sa perfection formelle et sa maîtrise du contrepoint (et s'en inspiraient), il n'en restait pas moins démodé. Leurs héritiers romantiques, Felix Mendelssohn en tête, le sortirent de cet oubli pour le placer plus « hors des modes ».
Malgré la première publication à Paris en 1824, le XIXe siècle ne sonna pas encore l'heure du réveil des Suites : la musique se tournait de plus en plus résolument vers la musique orchestrale et, de Bach, on jouait alors surtout les passions (Passion selon saint Matthieu, Passion selon saint Jean). Le tournant du siècle fut le temps de Wagner, Verdi, Mahler, des orchestres immenses et des opéras gigantesques.
Le XXe siècle fut plus favorable : Pablo Casals, tout jeune, se prit de passion pour les Suites. Son talent et son interprétation novatrice leur permirent d'acquérir la reconnaissance.

### Suites et violoncelle moderne
Ces suites sont un élément incontournable du répertoire pour violoncelle, d'abord en raison de leurs qualités musicales, ensuite pour leur intérêt pédagogique et théorique. Bach met en valeur toutes les possibilités polyphoniques de l'instrument.
L'interprétation des suites fait partie du cursus honorum du violoncelliste moderne : Pablo Casals, Pierre Fournier, János Starker, Yo-Yo Ma, Mstislav Rostropovitch, entre autres se sont pliés à l'exercice. Certains interprètes ont attendu la maturité pour enregistrer les Suites : Casals à plus de 60 ans (1936-1939), Pierre Fournier à 54 ans (1961), Paul Tortelier  à 47 ans (1961) puis 69 ans (1983). 
Dans l'ensemble, la difficulté technique modérée des trois premières suites ne fait aucunement obstacle à leur interprétation par tous. Certaines danses sont même parfaitement accessibles dès les premières années du débutant. Dans les conservatoires et écoles de musiques, les suites sont au programme de la majorité des concours et examens.

## Manuscrits
Suites a

Violoncello Solo

senza

Basso

composées

par

H. J. S. Bach

Maître de Chapelle

––
Suiten mit Preluden

für das Violoncello

von

Joh. Seb. Bach
Après sa mort beaucoup des manuscrits de Bach furent perdus, parmi lesquels celui des suites pour violoncelle. Trois copies nous sont parvenues :
- une copie de la main d'Anna Magdalena Bach, sa seconde épouse ;
- une copie de celle de Westphal, organiste à Hambourg et sans doute son élève : ce manuscrit a la particularité de comprendre un phrasé et des ornements plus précis ;
- une copie de Johann Peter Kellner, l'administrateur et ami de Bach, qui fut maître de chapelle en Thuringe à Grafenrode. Il s'agit de la plus ancienne copie, datée des environs de 1726. Le manuscrit est amputé gravement d'une partie de la cinquième suite. Il pourrait s'agir d'une version antérieure des œuvres, plus tard corrigées par Bach. Le manuscrit Kellner pour sa part contient plus d'ornements que celui d'Anna Magdalena[3].

À ces documents précieux s'ajoutent deux copies anonymes plus tardives de la moitié du siècle, qui à l'évidence — coups d'archets judicieux — sont de la main d'interprètes pour leur usage personnel. En outre, il existe la copie de Bach de la version pour luth de la cinquième suite.

## Analyse
Les six suites suivent un plan de suite de danses avec ses quatre danses obligatoires : allemande, courante, sarabande et gigue, toutes dans la même tonalité.
Le plan retenu par Bach est classique :
- un prélude ;
- une allemande, pièce au contrepoint très structuré, ancêtre de l'allegro de sonate ;
- une courante ;
- une sarabande, ancêtre du mouvement lent de la sonate ;
- des « galanteries » (une pièce « double » : menuet, bourrée ou gavotte), qui, pour les trois premières suites, comporte une première partie dans la tonalité principale, et une deuxième dans le mode opposé. Cette pièce est l'ancêtre du troisième mouvement de la sonate (scherzo-trio) ;
- une gigue, ancêtre du mouvement vif conclusif de la sonate.

Les deux premières suites comportent un menuet, les suites III et IV une bourrée et les deux dernières une gavotte.
Les suites se démarquent dans l'œuvre de Bach par leur continuité ; il semble probable que Bach lui-même les ait écrites comme un cycle :
- l'ordre des mouvements est particulièrement stable et ne présente aucune irrégularité, y compris dans l'ajout des intermèdes ou galanteries, ce qui ne se retrouve pas dans les autres « cycles » de suites de Bach ;
- la complexité technique augmente de suite en suite ;
  - les trois premières suites sont écrites dans des tonalités ne présentant aucune difficulté au violoncelle — sol majeur (les fa dièses sont d'accès aisé à toutes les positions), ré mineur (si bémol et do dièse) et do majeur (pas d'altérations) ;
  - la quatrième suite est écrite en mi bémol majeur, tonalité plus complexe au violoncelle (en particulier à cause du la bémol)
  - la cinquième suite ajoute une scordatura ;
  - la sixième suite, écrite pour violoncelle à cinq cordes, est la plus virtuose ;
- la richesse émotionnelle progresse, culminant dans les cinquième (la plus sombre, en do mineur) et sixième suites (d'un style plus libre, souvent proche de la cadenza).

Seuls le second menuet de la première suite, la gigue de la quatrième suite, la sarabande et la seconde gavotte de la cinquième suite (si on ne considère pas l'unisson sol-sol comme un accord) ne comportent pas d'accords.

### Suite pour violoncelleno1en sol majeur, BWV 1007
- Prélude

Le Prélude est sans doute le mouvement le plus connu de toutes les suites pour violoncelle, car entendu de nombreuses fois à la télévision ou au cinéma. Il consiste principalement en une succession d'arpèges.
- Allemande
- Courante
- Sarabande
- Menuet I & II
- Gigue

### Suite pour violoncelleno2enré mineur, BWV 1008
- Prélude
- Allemande
- Courante
- Sarabande
- Menuet I & II
- Gigue

### Suite pour violoncelleno3endo majeur, BWV 1009
- Prélude
- Allemande
- Courante
- Sarabande
- Bourrée I & II
- Gigue

### Suite pour violoncelleno4enmi bémol majeur, BWV 1010
- Prélude
- Allemande
- Courante
- Sarabande
- Bourrée I & II
- Gigue

### Suite pour violoncelleno5endo mineur, BWV 1011
Écrite pour un violoncelle avec scordatura : do – sol – ré – sol. Cet accord particulier, qui double le sol « à vide » (et semble se régler sur l'accord du luth baroque, instrument auquel est destinée la seule version autographe de cette suite) confère un timbre particulier à l'instrument, le sol aigu faisant vibrer le sol et le do graves. Beaucoup de violoncellistes interprètent cette suite sur un violoncelle accordé normalement et, si certains accords deviennent alors inaccessibles, des lignes mélodiques sont aussi d'une articulation plus aisée.
D'une façon générale, cette suite est d'un goût plus français que les autres.
- le prélude est décomposé en deux parties (il s'agit d'une ouverture à la française) : un grave lent, sombre et solennel, exploitant richement les possibilités du violoncelle pour simuler des effets de pédale puis une fugue vive et virtuose, terminée par une forme de cadence ou de toccata.
- la gigue est dans le style français, plutôt que dans le style italien des cinq autres suites.

Il existe de Bach (BWV 995) un manuscrit de cette suite pour luth.
- Prélude
- Allemande
- Courante
- Sarabande, dénuée de tout accord, elle est d'une rare profondeur.
- Gavotte I & II
- Gigue

### Suite pour violoncelleno6enré majeur, BWV 1012
Cette suite est écrite pour un instrument à cinq cordes (une corde aiguë, accordée à mi, une quinte au-dessus du la aigu). Cependant la nature exacte de l'instrument n'est pas précisée.
Elle est peut-être écrite pour viola pomposa, un petit (60 cm) violoncelle à cinq cordes, aussi nommé violoncello piccolo. L'identité de cet instrument est discutée ; toutefois le manuscrit d'Anna Magdalena précise que la suite est écrite pour instrument à cinq cordes ; de plus, elle est la seule des six suites à utiliser la clef d'ut quatrième (ténor). L'instrument pourrait aussi être une version du violoncello piccolo plus proche de l'alto, instrument dont Bach aimait jouer et certaines cantates écrites à Leipzig (1724–1726) le requièrent.
Il est aussi possible que Bach n'ait pas jugé utile de préciser pour quel instrument à cinq cordes il écrivait. Le XVIIIe siècle est une époque d'inventivité débordante de la lutherie, et la forme des instruments varie beaucoup au travers de l'Europe. On a par exemple retrouvé un stradivarius à cinq cordes. La cantate Gott ist mein König (BWV 71) semble lui donner une partie. Cet instrument à cinq cordes n'était donc pas rare à l'époque.
La plupart des violoncellistes jouent cette suite sur un violoncelle à quatre cordes (Anner Bylsma, Alexander Rudin ou Pieter Wispelwey utilisent un instrument à cinq cordes), ceci rendu plus aisé avec l'invention des « positions du pouce » et l'ajout de la pique, au XIXe siècle.
Cette suite est celle dont le style est le plus libre et souvent le plus virtuose. Elle se rapproche fréquemment de la cadence, avec rythmes irréguliers et ornements écrits.
- Prélude
- Allemande
- Courante
- Sarabande
- Gavotte I & II
- Gigue

## Transcriptions
- Robert Schumann a adapté la troisième suite en ajoutant une partie de piano, subsistant dans une copie effectuée par Julius Goltermann (1825–1876)[5]. Clara Schumann et Joseph Joachim auraient détruit la transcription des six suites faite par Schumann après que l'éditeur de Hambourg, Julius Schuberth en eut refusé la publication.
- Joachim Raff a réalisé en 1868, un arrangement pour piano à deux mains des six suites de Bach, publié en deux volumes à Leipzig en 1869 et 1871.
- Les six suites de Bach ont été adaptées également pour les instruments à vent. On citera l'adaptation d'Ulysse Delécluse de 1965 pour clarinette. Ces suites complètent le répertoire de la clarinette basse, parfois jouées avec une technique de respiration circulaire.

## Dans la culture
(décembre 2018).
Si vous disposez d'ouvrages ou d'articles de référence ou si vous connaissez des sites web de qualité traitant du thème abordé ici, merci de compléter l'article en donnant les références utiles à sa vérifiabilité et en les liant à la section « Notes et références ».
Sources : génériques
Les suites pour violoncelle seul sont fréquemment utilisées dans des œuvres audiovisuelles :
- 1961 : La suite no 2 accompagne le film À travers le miroir, d'Ingmar Bergman[6].
- 1972 : La sarabande de la suite no 5 est l'un des morceaux accompagnant le film Cris et chuchotements, de Bergman.
- 1990 : Les suites représentent non seulement l'accompagnement musical du téléfilm Six crimes sans assassins, mais aussi l'un de ses thèmes. Le personnage principal du film, commissaire de police à la retraite (joué par Jean-Pierre Marielle) les écoute quotidiennement, chaque lundi la première, la deuxième mardi et ainsi de suite jusqu'au dimanche, où il choisit l'une des six et s'efforce de faire partager cette passion à l'écrivain (joué par Fabrice Luchini) qui se charge de sa biographie - BWV 1007.
- 2003 : Master and Commander[7] où la suite BWV 1007 est interprétée par le violoncelliste américain d'origine chinoise Yo-Yo Ma,
- 2010 : Les Amours imaginaires, de Xavier Dolan[8],
- 2010 : Le Mariage à trois de Jacques Doillon - BWV 1010,
- 2016 : Tamara (bande originale du film et esquisse au violon et au violoncelle respectivement par Ina Castagnetti et Sylvie Testud) - BWV 1007.
- Le 11 novembre 2018, pour le centenaire de l’armistice de 1918, le violoncelliste d’origine chinoise Yo-Yo Ma a interprété la Sarabande de la 5e suite, sous l’Arc de Triomphe de la Place de l’Étoile à Paris, au cours de la principale cérémonie de ces manifestations.

## Discographie
- Pablo Casals, version historique (juin 1936/juin 1938/juin 1939, EMI 5 66215 2 / Naxos)[9] (OCLC 38108511 et 658734164)
« Il faut être profondément respectueux devant le témoignage de Pablo Casals qui redécouvrit ces œuvres. Cette version chargée par un sentimentalisme profond et violent traduit un investissement personnel presque impudique, mais bouleversant »[10].
- Pierre Fournier (décembre 1960, Archiv Produktion 419 359-2)[11] (OCLC 20740446 et 927027008)
« Le classicisme d'un Pierre Fournier reste […] un puissante témoignage de style, d'esthétique et de sensibilité. Une grande leçon de violoncelle »[10].
- János Starker (1963, EMI, SACD Mercury)[12]
« Le son y est énorme, fantastiquement charnel, avec une perfection du coloris et de la nuance absolu. Et puis, on ne saurait passer sous silence le plaisir communicatif qui habite Starker à tout instant. […] Lecture d'une magique saveur  et qui plus est d'une sobriété à toute épreuve » (Stéphane Haïk, Répertoire no 44).
- Maurice Gendron (février 1964, Philips 442 293-2)[13] (OCLC 606262327), (OCLC 725696848 et 33963962)
« Gendron signe sur son Stradivarius une somme dont la sobre élégance, le naturel et la virtuosité […] n'ont rien à envier aux plus grandes interprétations » (Gérard Belvire, Répertoire no 70).
- Anner Bylsma, sur le « Servais », un violoncelle Stradivarius 1701, de la Smithsonian Institution et un violoncelle piccolo pour la suite no 6 (29-31 janvier 1992, Sony)[14] (OCLC 234152784)
« De bout en bout, une lecture d'une vitalité, d'un naturel passionnant » (Philippe Demeure, Répertoire, no 55).